# Johann-Wolfgang-von-Goethe-Schule (Limburg)
Die Johann-Wolfgang-von-Goethe-Schule ist eine Haupt- und Realschule im mittelhessischen Limburg an der Lahn.

## Geschichte
Die Johann-Wolfgang-von-Goethe-Schule ging aus der früheren Volksschule in Limburg mit ihrem Mittelschulzug hervor. Ihren Namen erhielt sie bereits am 3. Juli 1966 durch entsprechenden Beschluss der Limburger Stadtverordnetenversammlung. Zunächst bildete die Johann-Wolfgang-von-Goethe-Schule zusammen mit der heutigen Erich-Kästner-Schule, einer Grundschule, ein gemeinsames Schulzentrum in der Limburger Südstadt, was sich aus den räumlichen Gegebenheiten vor Ort ergab. Am 8. September 1967 schließlich wurde ein Erweiterungsbau eingeweiht, in dem die Haupt- und Realschule Einzug fand. Seit dem 1. August 1997 existiert die Erich-Kästner-Schule als eigenständige Schule.

## Bildungsangebot
Die Johann-Wolfgang-von-Goethe-Schule ist eine weiterführende Schule, die sowohl einen Hauptschul- als auch einen Realschulzweig anbietet.
Als pädagogisch selbständige Schule verfügt sie über die Möglichkeit, im Rahmen der Bildungsstandards, welche in § 4 des Hessischen Schulgesetzes normiert sind, eigene schulprogrammatische Wege zu gehen.
Neben dem regulären Unterricht bietet die Schule ihren Schülerinnen und Schülern ein vielfältiges Angebot an Arbeitsgemeinschaften und Projekten. Darüber hinaus setzt die Schule einen Schwerpunkt auf die Berufsorientierung.  So gibt es neben Betriebserkundungen, Bewerbungstrainings und der Zusammenarbeit mit der Agentur für Arbeit auch ein Praktikum im 9. Schuljahr.
Um der in jüngerer Vergangenheit (Stand 2024) gestiegenen Anzahl von Schülerinnen und Schülern nichtdeutscher Herkunftssprache gerecht zu werden, gehören sprachliche Intensivmaßnahmen in Gestalt von Intensivklassen sowie Sprachförderkursen zum ständigen Bildungsangebot.